# Melted Snow
「Melted Snow」（メルテッド・スノウ）は、奥井雅美の通算39作目のシングルである。

## リリース
2008年11月5日に、evolutionからリリースされた。
タイアップキャンペーンとして、『「冬のロンド」ボーカルソングキャンペーン』が実施され、本作と近江知永の「冬の向日葵」、クサカンムリの「雪色の祈り」、キュマバロウの「グリーンベルト」に付属しているシールをはがきに添付すると、応募者全員に『「冬のロンド」書き下ろしテレフォンカード』がプレゼントされた。

## 収録曲
| 全作詞: 奥井雅美。 |                                   |           |            |                |      |
| #                  | タイトル                          | 作詞      | 作曲       | 編曲           | 時間 |
| 1.                 | 「Melted Snow」                   | 奥井雅美  | 奥井雅美   | 市川淳         | 5:26 |
| 2.                 | 「Shape of myself」               | 奥井雅美  | 酒井ミキオ | 鈴木Daichi秀行 | 4:24 |
| 3.                 | 「Melted Snow」(Instrumental)     | 奥井雅美  |            |                | 5:29 |
| 4.                 | 「Shape of myself」(Instrumental) | 奥井雅美  |            |                | 4:27 |
| 合計時間:          | 合計時間:                         | 合計時間: | 合計時間:  | 19:46          |      |

## 参加ミュージシャン
| Melted Snow - Vocal Rec : Jazzy Man - Mix : 岡崎秀俊(Scrum Staff) - All other instruments : 市川淳 - Chorus : 奥井雅美 | Shape of myself - Vocal Rec & Mix : Jazzy Man - All instruments : 鈴木Daichi秀行 - Chorus : 奥井雅美 |

## メディアでの使用
| # | 曲名            | タイアップ                               | 出典  |
| - | --------------- | ---------------------------------------- | ----- |
| 1 | 「Melted Snow」 | PCゲーム『冬のロンド』オープニングテーマ | [ 3 ] |